# Sintetizador de cuerdas

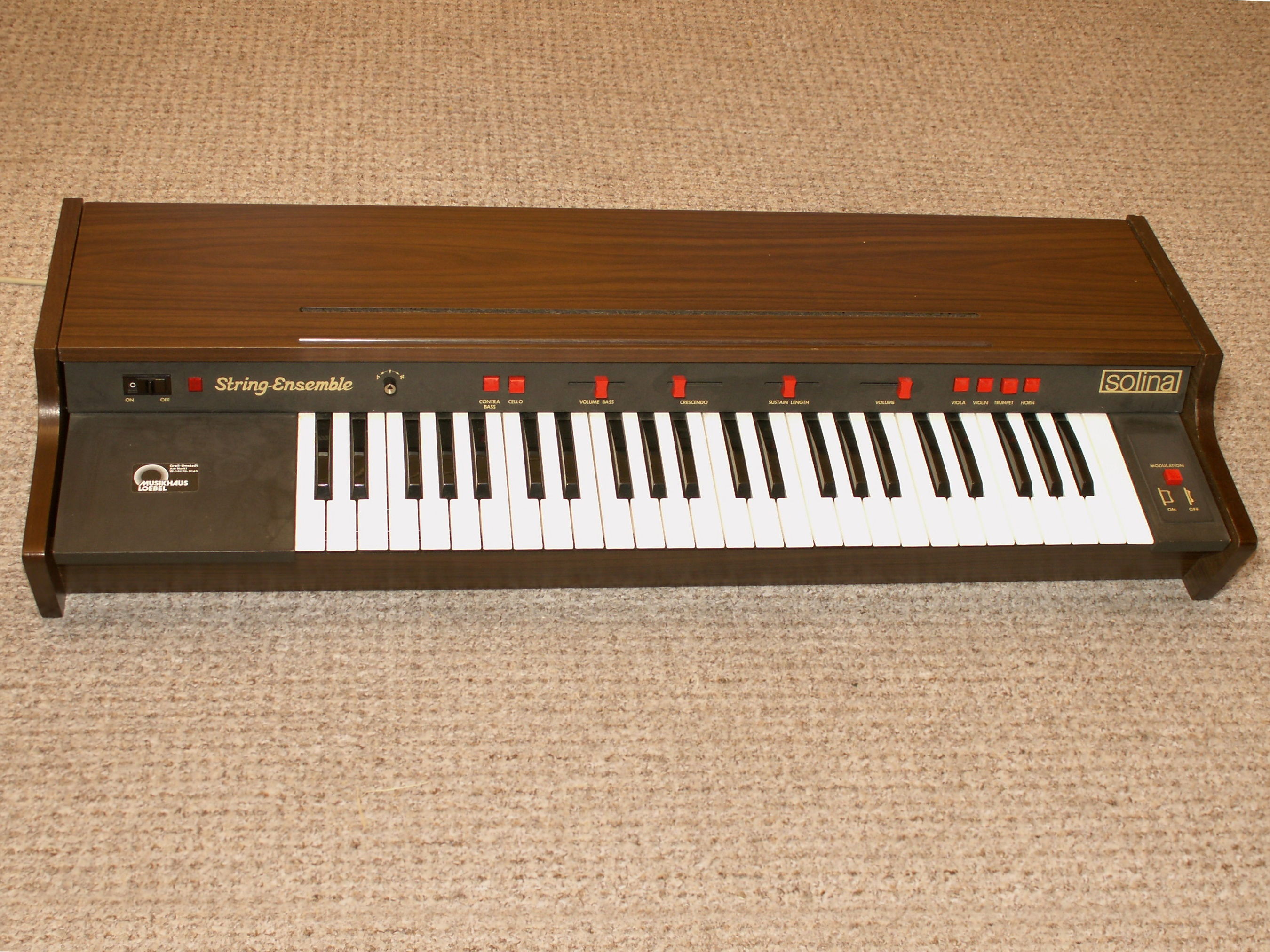
El Solina String Ensemble, uno de los primeros sintetizadores de cuerdas.

Un sintetizador de cuerdas o máquina de cuerdas es un sintetizador especializado diseñado exclusivamente para producir sonidos similares a los de una orquesta de cuerdas. Los sintetizadores de cuerdas específicos ocuparon un nicho propio de instrumentos musicales entre los órganos electrónicos y los sintetizadores de uso general en la década de los 70s y principios de los 80s, momento en que los avances en la tecnología de procesamiento de señales digitales permitieron la producción de sintetizadores y samplers polifónicos de uso general a un menor costo, lo cual hizo la existencia de un tipo de instrumento distinto innecesaria.
El desarrollo del sintetizador de cuerdas estuvo motivado originalmente por la necesidad de una alternativa más asequible y portátil al Mellotron, el cual era por sí mismo una alternativa más económica a los conjuntos de cuerdas reales. La disponibilidad de sintetizadores de cuerdas influyó en la adición de orquestación de cuerdas en la música popular, algo especial para quienes no podían costear el uso de un conjunto de cuerdas real; y su característico sonido, que era casi, más no totalmente, similar al de un conjunto de cuerdas real, fue uno de los sonidos distintivos de la época.
Para mantener bajos los costos, los sintetizadores de cuerdas usaban generalmente una arquitectura de divisor de frecuencia similar a aquella en los órganos electrónicos, con la adición de efectos de coro y vibrato internos especializados para imitar el efecto de un conjunto de múltiples instrumentos de cuerda tocando simultáneamente. Algunos sintetizadores de cuerdas clásicos incluyen: el Freeman String Symphonizer, Eminent 310, Logan String Melody, Roland RS-101, Roland RS-202, Korg Polyphonic Ensemble S, Crumar Orchestrator (Multiman-S), Elka Rhapsody, ARP String Ensemble, Moog Opus 3 y Vox String Thing (una versión remarcada de la económica Jen SM2007 String Machine) y la Roland VP-330.